# PFDN2
PFDN2 (англ. Prefoldin subunit 2) – білок, який кодується однойменним геном, розташованим у людей на короткому плечі 1-ї хромосоми.  Довжина поліпептидного ланцюга білка становить 154 амінокислот, а молекулярна маса — 16 648.
| 10         |  | 20         |  | 30         |  | 40         |  | 50         |
| ---------- |  | ---------- |  | ---------- |  | ---------- |  | ---------- |
| MAENSGRAGK |  | SSGSGAGKGA |  | VSAEQVIAGF |  | NRLRQEQRGL |  | ASKAAELEME |
| LNEHSLVIDT |  | LKEVDETRKC |  | YRMVGGVLVE |  | RTVKEVLPAL |  | ENNKEQIQKI |
| IETLTQQLQA |  | KGKELNEFRE |  | KHNIRLMGED |  | EKPAAKENSE |  | GAGAKASSAG |
| VLVS       |  |            |  |            |  |            |  |            |

A: Аланін

C: Цистеїн

D: Аспарагінова кислота

E: Глутамінова кислота

F: Фенілаланін

G: Гліцин

H: Гістидин

I: Ізолейцин

K: Лізин

L: Лейцин

M: Метіонін

N: Аспарагін

P: Пролін

Q: Глутамін

R: Аргінін

S: Серин

T: Треонін

V: Валін

Кодований геном білок за функцією належить до шаперонів. 
Локалізований у цитоплазмі, ядрі, мітохондрії.